# Dick Cavett Meets ABBA
Dick Cavett meets ABBA – specjalny program TV z udziałem zespołu ABBA nagrany przez talk show Dicka Cavetta w 1981. Jest to produkcja między krajowa pomiędzy Polar Music, szwedzką telewizją i telewizją ZDF. Program jest ostatnim koncertem. ABBY. Zespół wykonał 9 piosenek (5 po raz pierwszy). 
Program realizowano przez trzy dni 27-29 kwietnia. Oprócz koncertu, jest przeprowadzany wywiad z członkami zespołu.
Pięć piosenek znalazło się na płycie DVD albumu The Complete Studio Recordings.

## Lista piosenek, które wykonała ABBA
- "Gimme! Gimme! Gimme! (A Man After Midnight)"
- "Super Trouper"
- "Two for the Price of One"
- "Slipping Through My Fingers"
- "Me and I"
- "On and On and On"
- "Knowing Me, Knowing You"
- "Summer Night City"
- "Thank You for the Music"